# Grafschaft Gleiberg

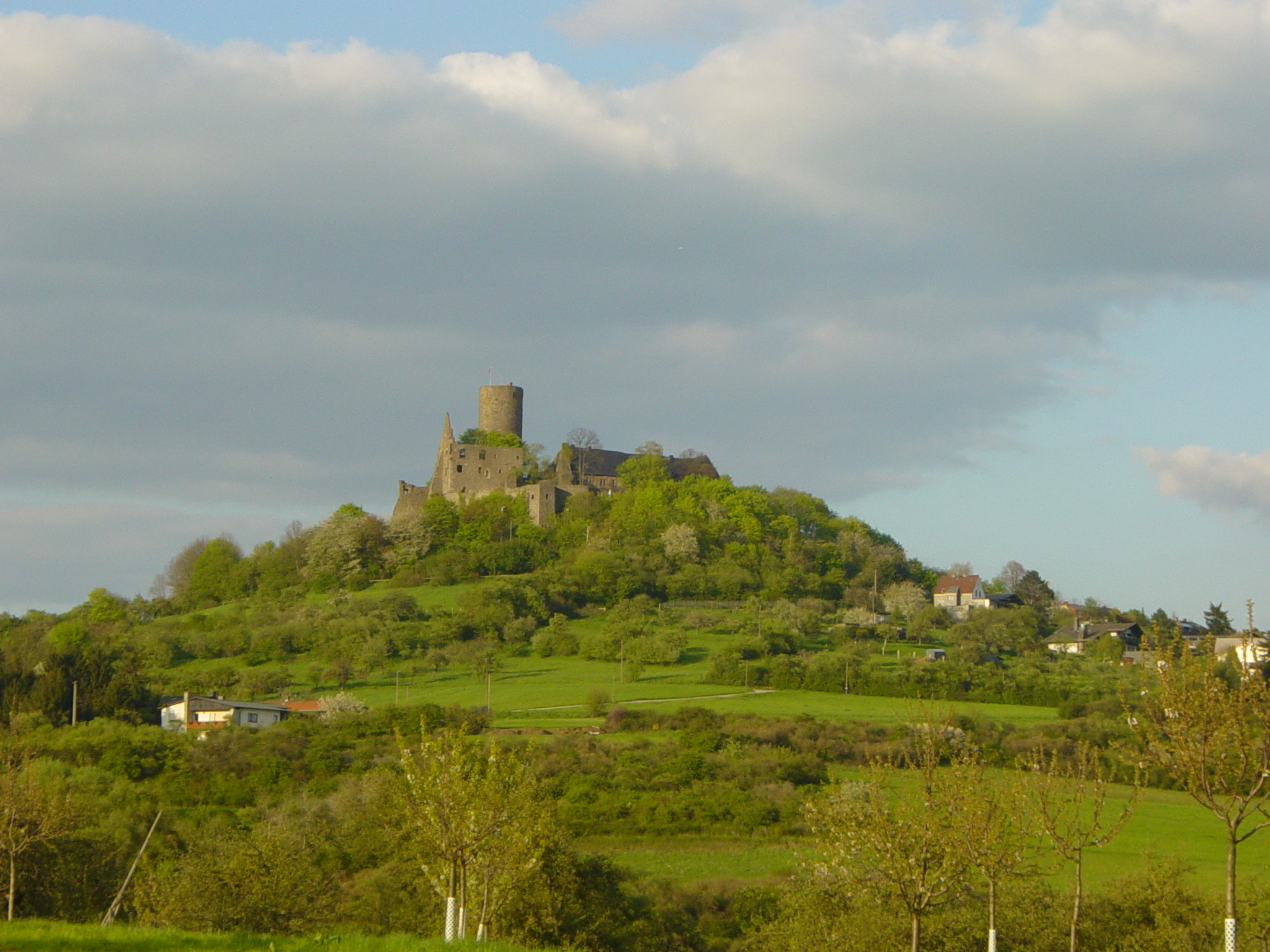
Burg Gleiberg

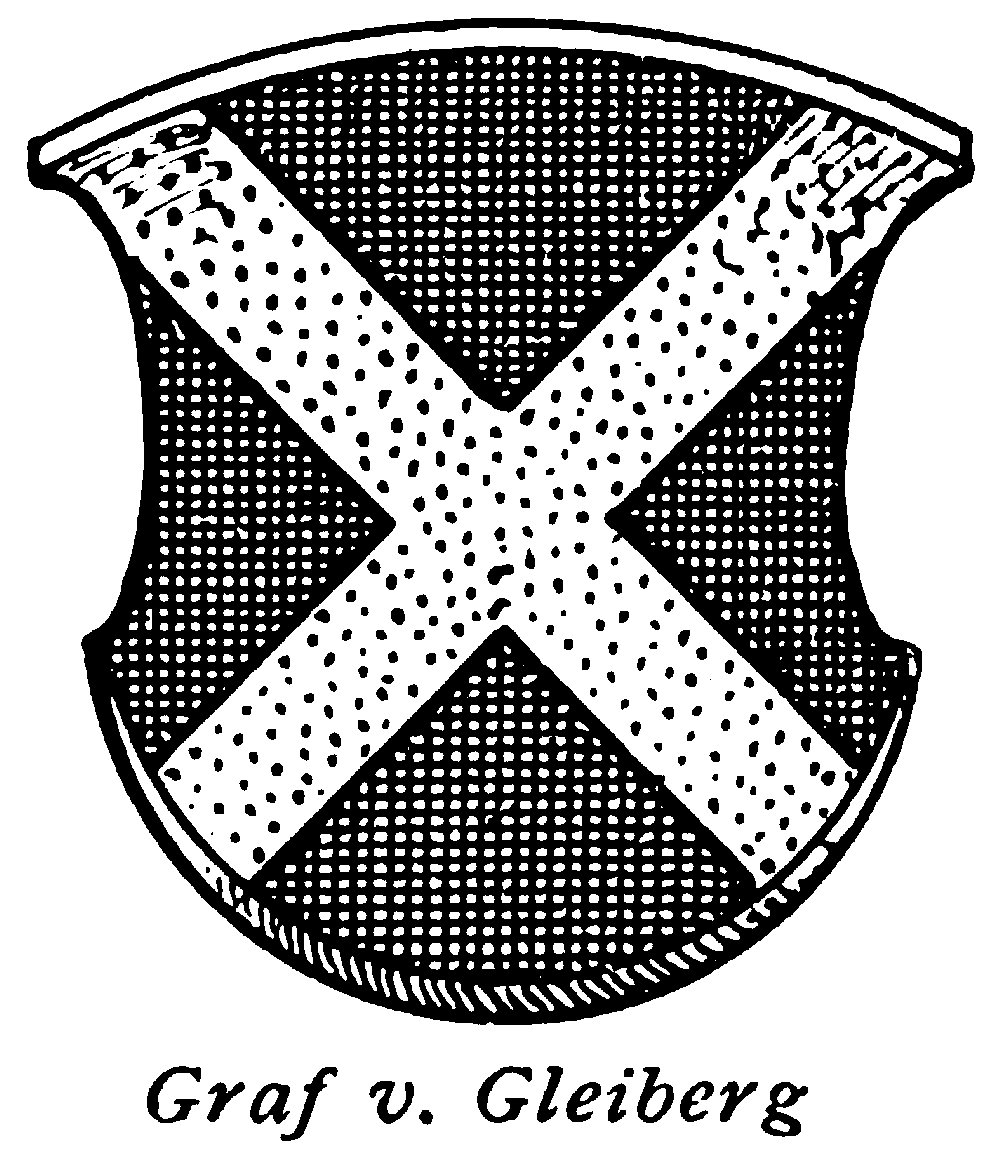
Wappen der Grafen von Gleiberg

Die Grafschaft Gleiberg war nach der Burg Gleiberg im heutigen Krofdorf-Gleiberg im Kreis Gießen benannt. 

## Geschichte
Bereits im 10. Jahrhundert nutzen die Konradiner in ihrer Eigenschaft als Grafen des Lahngaus den Gleiberg als Standort einer Burg. Möglicherweise wurde die Burg schon von Otto, dem Bruder des späteren Königs Konrad I., als Festung gegen die Popponen erbaut. 
Heribert von der Wetterau machte die Burg 949 zu seiner Residenz und begründete damit die Grafschaft an der mittleren Lahn. Nach seinem Tod gelangte die Burg über seine Tochter Irmtrud an seinen Schwiegersohn Friedrich von Luxemburg, den Begründer des luxemburgischen Grafenhauses von Gleiberg. Die Burg gilt als möglicher Geburtsort der Kaiserin Kunigunde um 980.
Diese erste Linie der Grafen von Gleiberg starb Ende des 11. Jahrhunderts aus. Im Jahr 1103 eroberte König Heinrich V. die Burg und ließ sie zerstören. Nächste Besitzerin der Burg (oder Burgruine) war Clementia von Poitou, die Witwe des Grafen Konrad I. von Luxemburg, die 1129 das nahegelegene Kloster Schiffenberg stiftete. Nach ihrem Tod tritt einer ihrer Enkel, Wilhelm, als Graf von Gleiberg auf, ebenso wie dessen Neffe Otto. Wohl in dieser Zeit kam es auch zum Wiederaufbau der Burg.
Wilhelm und Otto teilten sich die Grafschaft Gleiberg anfangs der zweiten Hälfte des 12. Jahrhunderts. Wilhelm erhielt die Osthälfte um die von ihm 1152 erbaute und zu seiner Residenz gemachte Wasserburg Gießen. Aufgrund der Heirat seiner Erbtochter Mechthild im Jahre 1181 mit Rudolf I. kam diese kleine Teilgrafschaft Gießen an die Pfalzgrafen von Tübingen. Sie wurde zunächst allerdings noch bis zu ihrem Tod zwischen 1197 und 1203 von Wilhelms Witwe und Mechthilds Mutter Salome von Isenburg, die sich „Gräfin von Gießen“ nannte, verwaltet. Mechthilds Enkel Ulrich I. verkaufte diesen Besitz, mit Gießen, schließlich 1264/65 an Landgraf Heinrich I. von Hessen. 
Wilhelms Neffe Otto erhielt die Westhälfte der Grafschaft mit der Burg Gleiberg. Diese Teilgrafschaft kam nach Ottos Tod 1163 durch die bereits um die Mitte des Jahrhunderts vollzogene Heirat seiner Erbtochter Irmgard mit Hartrad II. von Merenberg an die Herren von Merenberg. Hartrad II. verlegte seine Residenz auf die Burg Gleiberg und nahm den Titel „Graf“ an. Die Merenberger besaßen dieses Gebiet bis zum Erlöschen ihres Geschlechts im Mannesstamm mit dem Tod von Hartrad VI. im Jahre 1328. Der daraufhin folgende und teilweise in eine Fehde ausartende Erbstreit endete erst 1333, als Gertrud, die ältere Tochter Hartrads VI., Johann I. von Nassau-Weilburg heiratete und die Ansprüche auf die Herrschaft Merenberg einschließlich der Grafschaft Gleiberg damit endgültig an das Haus Nassau fielen.
Die Burg Gleiberg blieb zwar Mittelpunkt des „Lands an der Lahn“, hatte jedoch keine Residenzfunktion mehr.
Ein Teil der alten Grafschaft Gleiberg blieb nach der Teilung noch bis 1585 gemeinsamer Besitz. Dazu gehörten das „gemeine Land an der Lahn“ (Heuchelheim, Kinzenbach, Rodheim, Fellingshausen, Launsbach und Wißmar) sowie der Hüttenberg, das Gericht Lollar, und die Orte Großen-Linden, Niederkleen und Vollnkirchen.

## Grafen von Gleiberg
1. Heribert von der Wetterau (* 925; † 992), Graf im Kinziggau, Graf im Engersgau, Pfalzgraf, Graf von Gleiberg (Konradiner)
  1. Irmtrud († nach 985), Erbin von Gleiberg ⚭ Friedrich, Graf im Moselgau († 1019), Wigeriche
    1. Hermann I. von Gleiberg, († um 1065)
      1. Hermann II. von Gleiberg, († wohl nach 1095)

    2. Giselbert († 1056/59), Graf von Salm
      1. Konrad I., Graf von Luxemburg († 1086) ⚭ Clementia von Poitou, † nach 1129, Gräfin von Gleiberg, Tochter von Wilhelm VII., Herzog von Aquitanien (Ramnulfiden)
        1. Wilhelm, Graf von Luxemburg († 1129/31) ⚭ Luitgart von Northeim, Tochter von Kuno, Graf von Beichlingen
          1. Wilhelm (1131/58 bezeugt), Graf von Gleiberg ⚭ Salomone (Salome), "Gräfin von Gießen"
            1. Mechtild, † nach 1203, Gräfin von Gießen ⚭ Rudolf I., Pfalzgraf von Tübingen († 1219)

          2. Konrad II., Graf von Luxemburg († 1136)
            1. Otto (1142/62 bezeugt), Graf von Gleiberg

          3. Luitgard (* 1120, † 1170), ⚭ Henri II. (* 1125, † 1211), Graf von Grandpré